# Phil Schiller

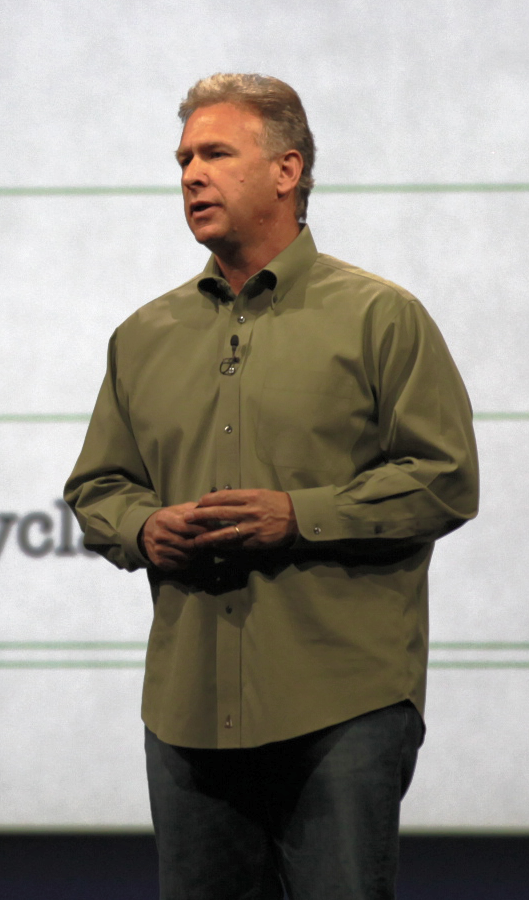
Phil Schiller en 2012

Philip W. Schiller o Phil Schiller (8 de junio de 1960) es el director de marketing mundial de productos de Apple Inc.. Es un ejecutivo en la compañía desde el regreso de Steve Jobs a Apple en 1997.

## Trabajo y experiencia
Fue vicepresidente de marketing de productos en Macromedia y en FirePower Systems, Inc.. Trabajó también para Nolan, Norton & Company y fue programador y analista de sistemas en el Massachusetts General Hospital. Lleva 17 años[cita requerida] en Apple ocupando distintos puestos.

## Presentaciones
Phil Schiller hace apariciones regulares durante las presentaciones de productos de la compañía. Cuando se presentó la tarjeta AirPort, Schiller saltó sobre un colchón cargando una iBook con un acelerómetro conectado para demostrar la transmisión inalámbrica de información mediante el protocolo WiFi. Recibió en la presentación del MacWorld 2007 la segunda llamada pública desde un iPhone (la primera se hizo entre Steve Jobs y Jonathan Ive).
Y desde entonces ha aparecido en un gran número de keynotes, incluyendo la última realizada el 10 de septiembre de 2013 en la que se presentaron los nuevos modelos de iPhone, el iPhone 5c y el iPhone 5s; además del nuevo sistema operativo iOS 7.